# Шофур (Ер и Лоар)
Шофур (фр. Chauffours) насеље је и општина у централној Француској у региону Центар (регион), у департману Ер и Лоар која припада префектури Шартр.
По подацима из 2011. године у општини је живело 287 становника, а густина насељености је износила 38,27 становника/km². Општина се простире на површини од 7,5 km². Налази се на средњој надморској висини од 182 метара (максималној 168 m, а минималној 146 m).

## Демографија
| 1962. | 1968. | 1975. | 1982. | 1990. | 1999. | 2011. |
| ----- | ----- | ----- | ----- | ----- | ----- | ----- |
| 153   | 159   | 158   | 236   | 244   | 265   | 287   |

График промене броја становника у току последњих година